# Auguste Nobou
Auguste Nobou né le 29 janvier 1928 et mort 12 octobre 2006 à Abidjan est un archevêque catholique ivoirien.

## Biographie
Auguste Nobou est ordonné prêtre pour le diocèse de Bouaké le 5 juin 1959. Le 15 octobre 1971, le pape Paul VI le nomme le premier évêque de Korhogo. L'archevêque d' Abidjan, Bernard Yago, l'ordonne évêque le 9 janvier 1972 à Korhogo ; Les co-consécrateurs étaient l'évêque de Bouaké, André-Pierre Duirat de la Société des missions africaines, et l'évêque de Katiola, Emile Durrheimer.
Auguste Nobou devient le premier archevêque de Korhogo le 19 décembre 1994 à la suite de l'élévation du diocèse de Korhogo au rang d'archidiocèse. Le 25 septembre 2003, le pape Jean-Paul II accepte la demande de démission d'Auguste Nobou pour son âge avancé.
Il meurt le 12 octobre 2006 à Abidjan.